# Rhynchosaurus articeps
Il rincosauro (Rhynchosaurus articeps) è un rettile estinto, vissuto nel Triassico medio (circa 240 milioni di anni fa). I suoi resti sono stati ritrovati in Inghilterra.

## Descrizione
Il corpo di questo animale era lungo e basso, più snello rispetto a quello di altri rincosauri successivi (come Hyperodapedon). La lunghezza complessiva non superava i 70 centimetri, mentre il cranio superava di poco i 10 centimetri. Il cranio era largo nella parte posteriore, mentre le premascelle formavano una struttura simile a un becco; erano presenti anche larghe piastre dentarie con numerose file di denti; la mandibola era molto profonda.

## Classificazione
Descritto per la prima volta da Richard Owen nel 1842, questo animale dà il nome a un intero gruppo di rettili estinti, i rincosauri (Rhynchosauria), di incerta collocazione sistematica ma forse imparentati alla lontana con gli arcosauri. La specie tipo è Rhynchosaurus articeps, lunga circa 50 centimetri. Di poco più grande era R. brodiei, più robusta e con un cranio più grosso; questa specie in seguito è stata attribuita al genere Langeronyx. Una terza specie, R. spenceri, lunga circa 1 metro, è stata di recente ascritta a un genere a sé stante, Fodonyx. Un altro possibile parente di Rhynchosaurus era Stenaulorhynchus.

## Stile di vita

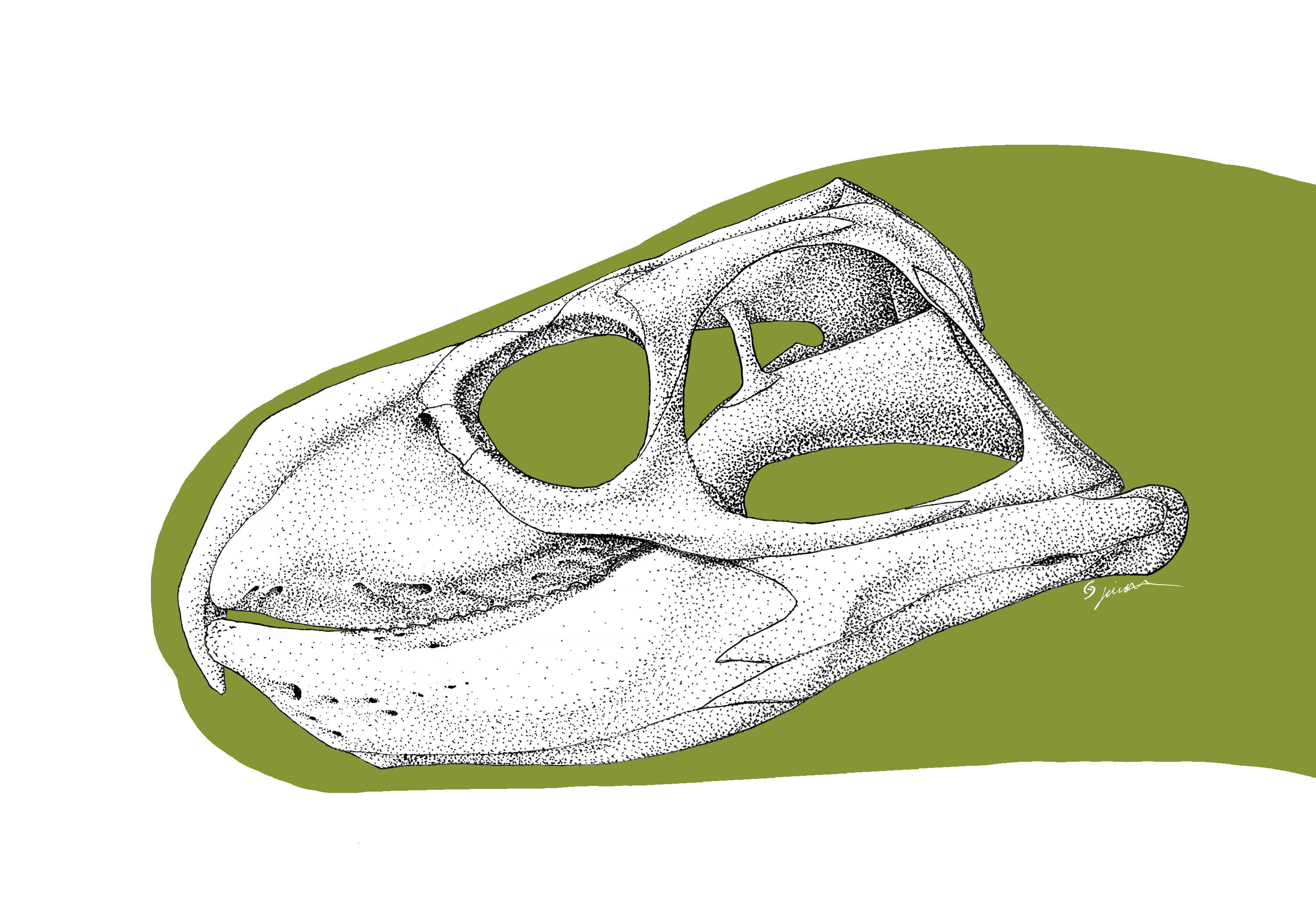
Ricostruzione del cranio di Rhynchosaurus articeps

La morfologia dello scheletro di Rhynchosaurus suggerisce che questo animale fosse in grado di correre abbastanza velocemente; gli arti erano inoltre dotati di artigli, che permettevano all'animale di dissotterrare le radici. Il forte becco aiutava a spezzare vegetazione dura, che veniva frantumata dalla dentatura molariforme.